# Yungasocereus inquisivensis
Yungasocereus inquisivensis ist die einzige Pflanzenart der monotypischen Gattung Yungasocereus in der Familie der Kakteengewächse (Cactaceae). Der botanische Name der Gattung leitet sich von ihrem Vorkommen in der bolivianischen Yungas-Vegetation sowie der Gattung ‚Cereus‘ ab. Das Artepitheton inquisivensis verweist auf das Vorkommen der Art beim bolivianischen Ort Inquisivi.

## Beschreibung
Der baumförmige oder strauchige, verzweigte Yungasocereus inquisivensis erreicht Wuchshöhen von 4 bis 5 Metern. Seine dunkelgrünen Triebe haben einen Durchmesser von 6 bis 7 Zentimeter. Die für gewöhnlich 6 bis 10 Rippen sind gerade, sehr stumpf, bis zu 1 Zentimeter hoch und 1,5 Zentimeter breit. Die 4 bis 12 nadelartigen, bräunlich bis grauen Dornen sind 1,5 bis 3 Zentimeter lang.
Die weißen, eng-glockenförmigen Blüten sind leicht zygomorph und erscheinen – oft 5 bis 8 gleichzeitig – in der Nähe der Triebspitze. Sie öffnen sich am Tag und in der Nacht und sind 5 bis 6 Zentimeter lang.
Die Früchte haben eine Länge zwischen 2 und 2,8 Zentimetern. Sie enthalten kleine, breit ovale, glänzend schwarze, rückseitig leicht gekielte Samen von 0,9 Millimeter Länge und 0,7 Millimeter Breite.

## Verbreitung, Systematik und Gefährdung
Yungasocereus inquisivensis ist in den bolivianischen Provinzen Yungas und Inquisivi des Departamento La Paz in Höhenlagen von 1000 bis 2300 Metern verbreitet.
Die Erstbeschreibung der Gattung erfolgte 1980 durch Friedrich Ritter. Die Erstbeschreibung der einzigen Art als Samaipaticereus inquisivensis wurde 1957 von Martín Cárdenas veröffentlicht. Die 1980 vorgenommene Umkombination von Friedrich Ritter war ungültig, da ein direkter Verweis auf das Basionym fehlte. Urs Eggli validierte 2005 diese Umkombination.
In der Roten Liste gefährdeter Arten der IUCN wird die Art als „Least Concern (LC)“, d. h. als nicht gefährdet geführt.

## Nachweise